# Dericorys murati
Dericorys murati är en insektsart som beskrevs av Boris Petrovich Uvarov 1938. Dericorys murati ingår i släktet Dericorys och familjen Dericorythidae. Inga underarter finns listade i Catalogue of Life.